# 藤田秀世
藤田 秀世（ふじた ひでよ、1964年7月1日 - ）は日本の俳優。東京都出身。劇団ナイロン100℃所属。所属事務所はKrei。身長170cm。血液型A型。

## 来歴
小学生の頃から児童劇団に所属しており『二十四の瞳』(TBS)『3年B組金八先生』第2シリーズ(TBS) 等のレギュラーをはじめ、主にテレビドラマで活躍。『3年B組金八先生』第2シリーズでは生意気な優等生、平尾久之役を演じる。
1985年、劇団健康第二回公演に出演。以降同劇団に参加し、1992年の解散まで、ほぼ全公演に出演。引き続き1993年のナイロン100℃ 旗揚げに参加。同年の「SLAPSTICKS」に出演後退団。以降ナイロン100℃公演には、『NEXT MYSTERY』『ウチハソバヤジャナイ』『ザ・ガンビーズ・ショウ』に客演として参加。2002年よりナイロン100℃での活動を再開。2003年の本公演『ハルディン・ホテル』からメンバーとして正式復帰。
- 趣味：旅行、カメラ(RICOH GRシリーズ、SONY RX100シリーズ等を愛用)
- 特技：ビリヤード、パソコン全般

## 出演

### 舞台

#### 劇団健康
- 1986年第2回公演「逆回転アワー〜日本一アブナイお芝居〜」以降、計20本出演

#### ナイロン100℃
- 1993.08 旗揚げ公演「予定外」（医者役　他）以降、
- 1993.12「SLAPSTICKS」ロスコー・アーバックル役
- 1994.11「NEXT MYSTERY」井上刑事役
- 1995.05「ウチハソバヤジャナイ〜version100℃〜」高野正五郎役
- 1998.02「ザ・ガンビーズ・ショウ」“ガンビーズ大爆発”トミー（Guiter.）役
- 2002.12「東京のSF」ふとっちょ役
- 2003.06「ドント・トラスト・オーバー30」トンプー役　他
- 2003.11「ハルディン・ホテル」タカノ役
- 2004.08「男性の好きなスポーツ」カワモト役
- 2006.12「ナイス・エイジ」警官役
- 2007.05「犬は鎖につなぐべからず」目木役（隣の花）
- 2008.09「シャープさんフラットさん」小柱 力役（ホワイトチーム）
- 2009.04「神様とその他の変種」男5（子供達の担任教師）役
- 2009.09「世田谷カフカ」火夫(かま焚き)、医師、予審判事、出版社社員、矢代高吉、掃除婦役
- 2010.06「2番目、或いは3番目」ポーター役
- 2011.05 「黒い十人の女」本町芸能局長役
- 2012.05「百年の秘密」家を買いに来た役
- 2013.03「デカメロン21〜あるいは、男性の好きなスポーツ外伝〜」少年に対して性的興味を持つフィリップ少年の良き父親役、他
- 2014.04「パン屋文六の思案～続・岸田國士一幕劇コレクション～」別の男、丸地役、他
- 2017.11「ちょっと、まってください」女3(乞食の母親)、会社員役
- 2018.04「百年の秘密」家を買いに来た客(夫)、カウフマン役
- 2024.06「江戸時代の思い出」[1]

#### シリーウォーク・プロデュース
- 1993.02「お茶と同情」（作・演出：手塚とおる）
- 2004「ウチハソバヤジャナイ」（作：ケラリーノ・サンドロヴィッチ 脚色・演出：ブルースカイ
- 2005 劇団健康VOL.15「トーキョーあたり」（作・演出：ケラリーノ・サンドロヴィッチ）

#### その他の舞台
- 1999 猫ニャー「パンダの致死量、6L」(作・演出 : ブルースカイ)
- 2001 JHP主催/赤坂ACTシアター「3年B組金八先生」(作 :小山内美江子演出 :生野慈朗)
- 2010 RUN&GUN Stage＃3 「僕等のチカラで世界があと何回救えたか」（脚本:高羽彩、(タカハ劇団)　演出:青木豪、グリング）(吉野忠役）
- 2010 D-BOYS STAGE 2010 trial-1「NOW LOADING」（演出:ラサール石井 脚本:ますもとたくや）（曽根役）
- 2011 The Globe Tokyo Produce「TRAVELING」(脚本・演出:野坂実)
- 2016 Bunkamura/キューブ「8月の家族たち」作：トレイシー・レッツ　演出：ケラリーノ・サンドロヴィッチ
- 2016「嫌われ松子の一生」原作 山田宗樹 脚本・演出 葛木 英 品川プリンスホテル クラブeX
- 2019 KAAT神奈川芸術劇場プロデュース「常陸坊海尊」作・秋元松代　演出・長塚圭史
- 2020 シス・カンパニー公演 KERA meets CHEKHOV Vol.4/4「桜の園」 作 アントン・チェーホフ 上演台本・演出 ケラリーノ・サンドロヴィッチ ※新型コロナウィルス感染拡大防止のため公演中止
- 2021 「サンソン－ルイ16世の首を刎ねた男－」出演  脚本：中島かずき 演出：白井晃
- 2024 シス・カンパニー公演 KERA meets CHEKHOV Vol.4/4「桜の園」] 作 アントン・チェーホフ 上演台本・演出 ケラリーノ・サンドロヴィッチ（ピーシチク役）[2]

### テレビドラマ
- 花王愛の劇場 二十四の瞳（1979年、TBS）
- 3年B組金八先生シリーズ（TBS） 
  - 第2シリーズ 平尾久之 役（1980年）
  - スペシャルII「イレ墨をした教え子」（1983年10月7日）
  - スペシャルIV「イジメられっ子 金八先生」（1985年12月27日）
  - スペシャルV「先生の暴力 生徒の暴力」（1986年12月26日）
  - 第7シリーズ 第8・10話（2004年12月3日・17日）
- ねらわれた学園（フジテレビ）
- おいしい夫婦（1982年、フジテレビ）
- アイコ16歳（1982年、TBS）
- バッテンロボ丸 第47話（1983年8月28日、フジテレビ） - 番長 役
- 忌野清志郎アワー－赤い花道－（1992年10月3日、日本テレビ）
- トライアングル・ラバーズ（1995年、日本テレビ）
- 下北サンデーズ 第7話（2006年、テレビ朝日）
- 木曜ナイトドラマ 日本人の知らない日本語 第11話（2010年、日本テレビ系列） - 交番の巡査 役
- SPEC〜警視庁公安部公安第五課 未詳事件特別対策係事件簿〜 第5・7・10話（2010年11月12・26日・12月17日、TBS）  - 川里三幸 役
  - スペシャルドラマ SPEC〜翔〜（2012年4月1日） - 川里三幸 役
- さくら心中（2011年、東海テレビ） - 平岡 役
- 秘密諜報員 エリカ 第9話（2011年12月1日、読売テレビ） - 平沼 役
- たぶらかし-代行女優業・マキ- 第2話（2012年4月12日、読売テレビ） - 平石商店社長 役
- ヤメゴク〜ヤクザやめて頂きます〜 第1話（2015年4月16日、TBS） - 吉松孝 役
- 水曜ドラマ「anone」第3話（2018年1月24日、日本テレビ系列） - 弁当屋の店長
- NHK大河ドラマ いだてん〜東京オリムピック噺〜 第43話、第44話 （2019年11月17・24日、NHK） - 国会議員（阪上安太郎） 役
- タリオ 復讐代行の2人 第1話（2020年10月9日、NHK総合・BS4K） - 大川弁護士 役
- 日本沈没-希望のひと- 第2話（2021年10月17日、TBS）
- 悪女（わる）〜働くのがカッコ悪いなんて誰が言った?〜 第1話（2022年4月13日、日本テレビ） - 町山博道 役

### 配信ドラマ
- Paravi SPECサーガ完結篇「SIC’KS 厩の抄　～内閣情報管理室特務事項専従係事件簿～」第12話 - 川里三幸 役
- Paravi「グラグラメゾン東京‐平古祥平の揺れる思い‐」第1・3・5話 - ホテルマネージャー 役

### テレビ番組
- でたらめ天使（1990年、フジテレビ）
- 冗談画報II（フジテレビ）
- ギグギャグゲリラ（日本テレビ）

### 映画
- 中指姫 俺たちゃどうなる？（1993年11月13日、堤幸彦監督、松竹）
- 愛の新世界（1994年12月17日、高橋伴明監督、東映アストロフィルム）
- 劇場版 SPEC〜天〜（2012年4月7日、堤幸彦監督、東宝）
- 幕が下りたら会いましょう (2021年11月26日、前田聖来監督 エイベックス・エンタテインメント)

### Vシネマ
- 日活ビデオ「オオカミがでてきた日」
- 徳間ジャパン「スリラーブラウン管」
- 「死んだらゲームをすればいい」（西野真伊監督）

### CM
- 学生援護会 「DODA」
- 0088 日本テレコム
- JACCS CARD
- 大塚製薬「ワナナイト」
- ベネッセ 進研ゼミ「中学講座」
- 江崎グリコ「ジャイアントコーン」

### ラジオ
- キリンビール CM
- ファミリーマート CM
- サッポロビール CM
- 資生堂 CM
- TBS「ラジオ図書館」

### 関連本
- 『ぬるーい地獄の歩き方』（著書：松尾スズキ）文春文庫（対談）
- 「RICOH GR DIGITAL II パーフェクトガイド」 (SOFTBANK MOOK) (写真掲載)

### テレビアニメ
- バットマン（WOWOW）

### CD
- 劇団健康「出鱈目的」
- 東京ポーキュパインコレクション （会社の将来/科学の罪/愛の量）
- THE GUNBEES SHOW ORIGINAL SOUND TRACK
- HORIPOROxNYLON100℃SESSION 「Don't trust over 30」